# Jules Delemotte
Jules Delemotte, né le 8 février 1899 à Frelinghien et mort le 6 juillet 1964 à Poix, est un homme politique français.

## Biographie
Agriculteur, il est adjoint au maire de Poix, puis conseiller général de la Somme, avant d'être élu député sous l'étiquette MRP à la deuxième assemblée nationale constituante. Peu actif pendant ce court mandat, il n'est par ailleurs pas réélu lors du scrutin de novembre.
À la suite de la défection du député Pierre Garet, Jules Delemotte devient le chef de file du MRP dans la Somme. Il ne parvient cependant pas à retrouver l'assemblée nationale, ni en 1951, ni en 1956.
Après cette date, il s'éloigne de la politique.